# 日本共産党第17回大会
日本共産党第17回大会（にほんきょうさんとうだいじゅうななかいたいかい）は1985年11月19日～24日に開かれた日本共産党の党大会。

## 選出された中央委員会
- 中央委員会議長：宮本顕治
- 幹部会委員長：不破哲三
- 中央委員会書記局長：金子満広
- 幹部会副委員長：上田耕一郎、戎谷春松、瀬長亀次郎、高原晋一、村上弘